# Итон, Флора
Сара Эвелин Флоренс «Флора» Итон, леди Итон (англ. Sarah Evelyn Florence "Flora" Eaton, Lady Eaton, 1880, Omemee, Онтарио — 1970) — канадская светская львица, медсестра и филантроп. Будучи женой сэра Джона Крейга Итона, который унаследовал бизнес универмагов Eaton’s, она была членом, а затем и матриархом известной семьи Итон.

## Ранние годы и семья
Она родилась в 1879 году в деревне Омими, Онтарио, небольшом посёлке в округе Виктория (ныне часть города Каварта-Лейкс), примерно в 23 км (14 миль) к западу от Питерборо. Она была младшей из восьми детей, рождённых в семье ирландских протестантских иммигрантов — Джона Маккри, краснодеревщика, и Джейн Макнили.
Она переехала в Торонто и стала медсестрой сначала в больнице общего профиля Торонто, затем в частной больнице Ротерхэм-Хаус на Шербурн-стрит. Работая в Ротерхэм-Хаусе, она встретила Джона Крейга Итона, пациента, который был младшим сыном основателя универмага Eaton’s Тимоти Итона. Они поженились в Омими 8 мая 1901 года.
У них было пятеро биологических детей — Тимоти Крейг Итон (1903–1986), Джон Дэвид Итон (1906–1973), Эдгар Эллисон Итон (1912–1988), Гилберт Маккри Итон (1915–1985) и Флоренс Мэри Итон (1919–2012) — и удочерённая Эвлин Беатрис Итон (1920–1989).
Семья Итонов построила огромный особняк в стиле георгианского возрождения на Спадина-роуд примерно в 1910 году. Дом, названный «Ардволд», что на гэльском языке означает «высокий зелёный холм», был спроектирован Фрэнком Уиксоном и был одним из самых роскошных домов, когда-либо построенных в Торонто. Пара также построила дом для отдыха под названием Кавандаг на северной оконечности озера Россо в Маскоке, и на этом месте сейчас находится колледж Россо Лейк.
В 1915 году, во время Первой мировой войны, её муж был посвящён в рыцари в знак признания его вклада в военные действия; он стал сэром Джоном Крейгом Итоном, и отныне Флора была известна как леди Итон. Во время войны она активно занималась благотворительностью, организовывала сбор средств в Ардволде и была покровительницей 109-го батальона канадского экспедиционного корпуса, базирующегося в Линдси, Онтарио, недалеко от её родного города.

## Вдовство

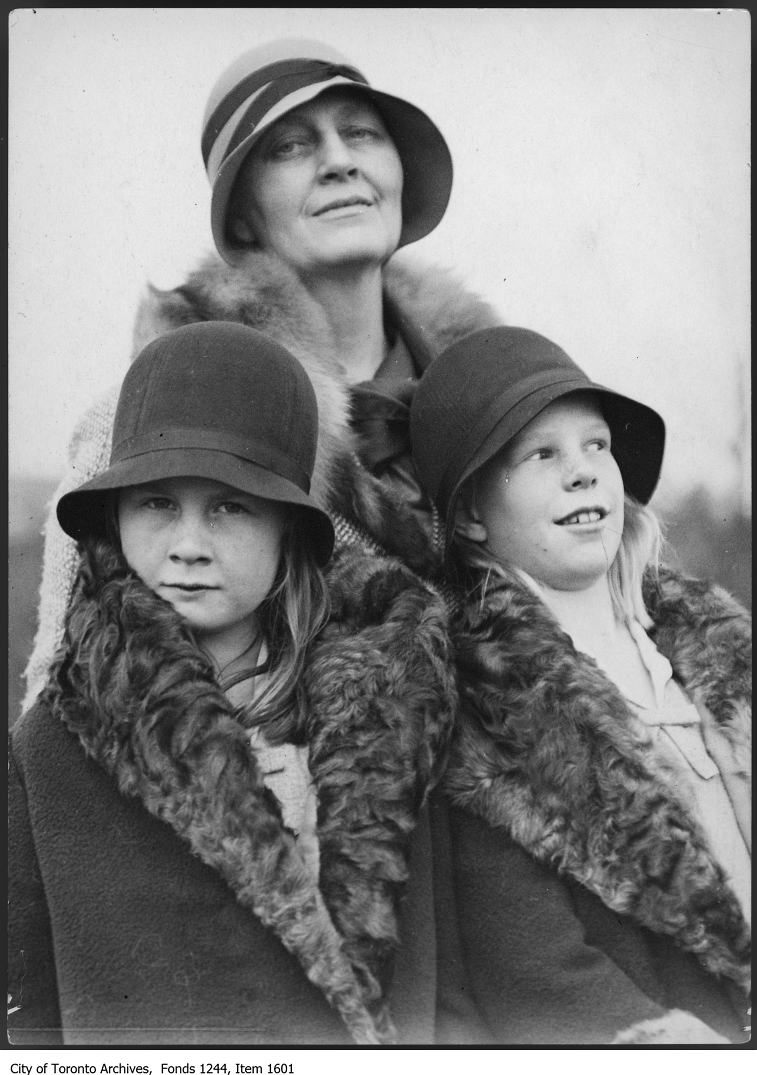
Леди Итон с дочерьми, Флоренс и Эвлин, на встрече Охотничьего клуба Торонто, ок. 1930 года

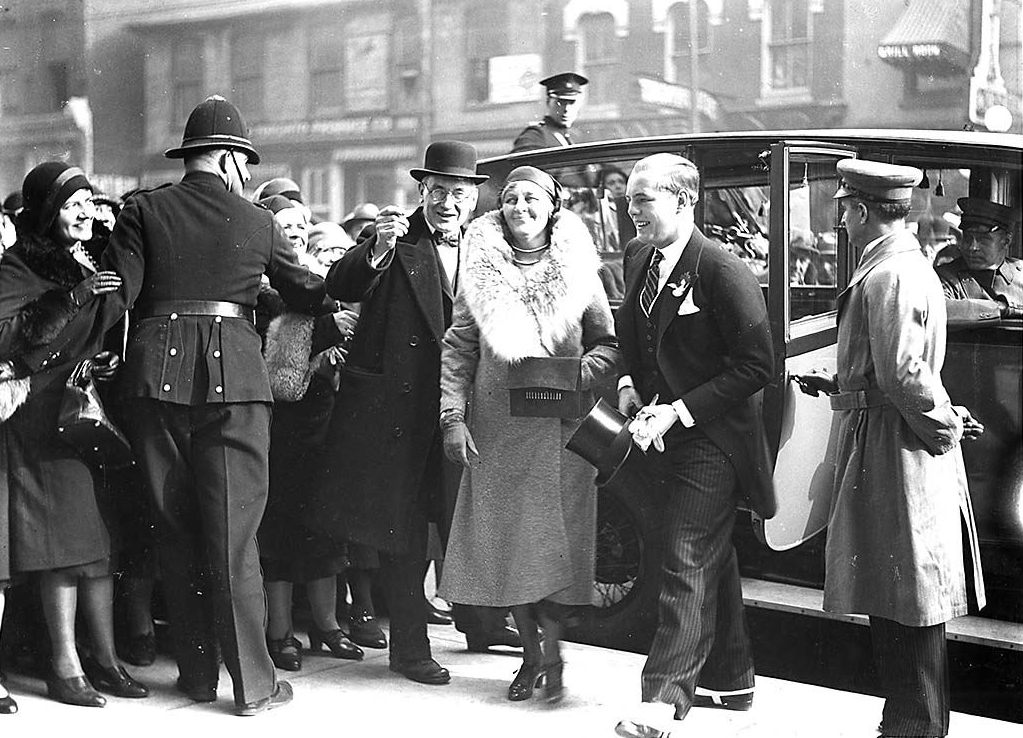
Леди Итон со своим сыном Джоном Дэвидом Итоном на открытии Итон-колледж-стрит, 30 октября 1930 года.

Леди Итон овдовела в 1922 году, когда её муж умер от гриппа в возрасте 45 лет. В 1919 году, перед его смертью, сэр Джон и леди Итон приобрели участок земли в Кинг-Сити, Онтарио, недалеко от поместья Мэрилейк своих друзей, сэра Генри и леди Пеллат. К середине 1930-х годов леди Итон устала от Ардволда и нашла его слишком величественным, поэтому она построила замок в стиле нормандского возрождения, известный как Итон-холл, на территории Кинг-Сити. Содержимое Ардволда было продано с аукциона, а особняк снесли с помощью динамита, так как его стены были слишком толстыми для обычного сноса.
Будучи вдовой, леди Итон часто проводила зимы, путешествуя по Европе. В конце 1920-х годов она приобрела виллу «Villa Natalia» во Фьезоле недалеко от Флоренции, построенную для румынской королевы Елизаветы. В 1933 году леди Итон предстала перед британским королевским двором, а позже в том же году она представила свою будущую невестку Сигни Стефанссон. В 1937 году она присутствовала на коронации короля Георга VI и королевы Елизаветы и представила ко двору своих дочерей Флоренс и Эвлин.
Когда её сын был несовершеннолетним, Eaton’s управлял Роберт Янг Итон, двоюродный брат её мужа. Леди Итон не любила его и смотрела свысока на его ветвь семьи, которую она называла «рабочими Итонами», по сравнению со своей ветвью семьи, которая была «Итонами-владельцами». Она входила в совет директоров и играла активную роль в компании, курируя развитие ресторанов, в первую очередь «Georgian Room» в магазине на Квин-стрит, ресторана Eaton’s Seventh Floor в магазине на Колледж-стрит и ресторана Eaton’s Ninth Floor в Монреале. Последние два были построены в стиле ар-деко французским архитектором Жаком Карлю.

Во время своих многочисленных визитов в Британию леди Итон была очарована литургическим зрелищем англиканской церкви. Она включила некоторые элементы англиканской церкви (такие как церковные облачения, генуфлектории и канделябры) в службы в Мемориальной церкви Тимоти Итона. Эти изменения были встречены возражениями со стороны священника и прихожан, которые утверждали, что эта пышность не была частью Объединённой церкви Канады, уходящей корнями в методизм. Однако благодаря влиянию леди Итон изменения прижились. В 1938 году она профинансировала ремонт алтаря в память о своём покойном муже, в результате чего план этажа был ближе к англиканской церкви, чем к методистской.
Во время Второй мировой войны леди Итон разместила эвакуированных британских детей в Итон-холле, и они называли её «тётей Флорой». После войны дом на какое-то время стал домом для выздоравливающих Королевского военно-морского флота Канады, а затем снова стал частной резиденцией леди Итон. Она организовала банкет для сотрудников Eaton’s, вернувшихся с фронта в сентябре 1946 года. Она также проводила ежегодный вечер для менеджеров Eaton’s и их жён. Она была вице-президентом Канадского Красного Креста, мастером Охотничьего клуба Торонто, а также работала в Канадском национальном институте слепых, Художественной галерее Торонто и Канадском национальном комитете психической гигиены.
В 1950 году в знак признания её благотворительной деятельности леди Итон была удостоена звания Дамы Славнейшего Ордена больницы Святого Иоанна Иерусалимского. В 1940-х и 1950-х годах ходили ложные слухи о том, что леди Итон была изобретательницей торта «Красный бархат», который продавался в пекарне магазина. На пике успеха магазина леди Итон была широко известна как «Миссис Канада».
Заинтересовавшись оккультизмом, леди Итон построила комнату для спиритических сеансов в башне Итон-холла. Потолок этой круглой комнаты расписан знаками зодиака.
Поскольку её здоровье ухудшилось, леди Итон переехала из Итон-холла в свою вторую резиденцию на Олд-Форест-Хилл-роуд в районе Форест-Хилл в Торонто. Она умерла дома 9 июля 1970 года в возрасте 90 лет. Её похороны прошли 15 июля в Мемориальной церкви Тимоти Итона. Она была похоронена в мавзолее Итона на кладбище Маунт-Плезант.

## Память

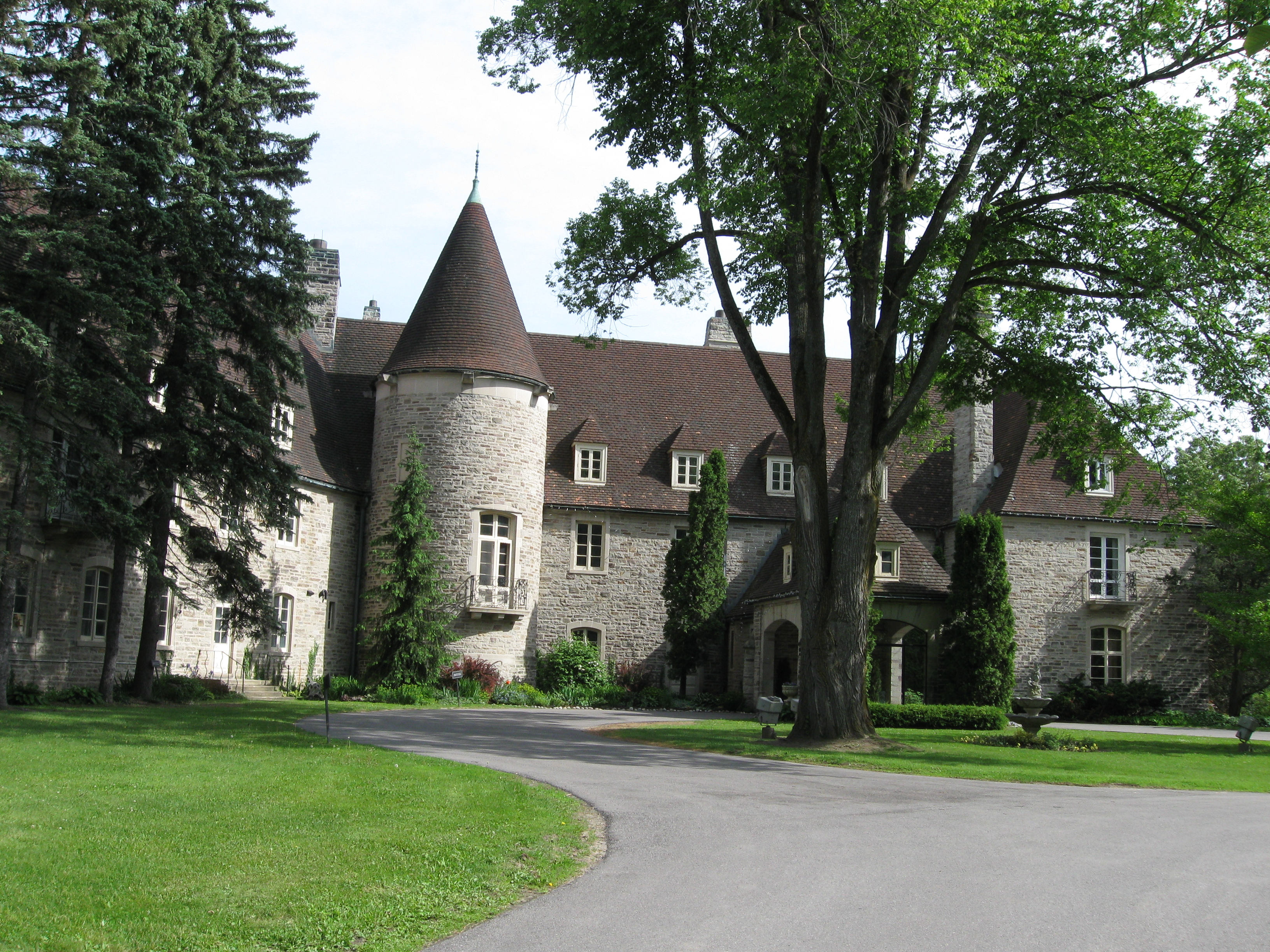
Итон-холл, 2009 год

Наследие леди Итон ощущается и по сей день, особенно в её родном Омими и его окрестностях. Начальная школа Леди Итон в деревне и колледж Леди Итон в Трентском университете в соседнем Питерборо названы в её честь. В 1911 году Итоны подарили Зал коронации, муниципальное здание Омими, а также особняк и орган Объединённой церкви Троицы. Семья предложила деревне сменить название на Итонвилл, но предложение было отклонено.
После смерти Флоры Итон Итон-холл стал королевским кампусом колледжа Сенека. До 1991 года в доме располагались административные помещения колледжа, а затем и Центр развития менеджмента. Колледж продолжает использовать территорию, а в доме теперь расположен отель и конференц-центр.
В 1994 году компания Royal Doulton выпустила статуэтку по образу леди Итон, чтобы отпраздновать 125-летие компании Eaton’s. Тираж ограничен 2500 экземплярами, на каждой фигурке указана последовательность производства.